# هيلدا مولينا
هيلدا مولينا هي ناشطة حقوق الإنسان كوبية، ولدت في 1942 في مقاطعة سيغو دي أفيلا في كوبا.